# The Hills
"The Hills"는 캐나다의 가수 위켄드의 노래이다. 2015년 8월 28일 발매되었던 그의 음반 Beauty Behind the Madness에 수록되어 있으며, 빌보드 핫 100차트에서 6 주 동안 1위를 차지했었다. 2015년 10월 10일에는 두개의 리믹스 노래가 수록되어있는(에미넴 버전과 니키 미나즈버전) 디지털 싱글을 발표하였다.

## 곡 목록
- Digital download

1. "The Hills" – 3:55

- Digital download – remixes[2]

1. "The Hills" (featuring Eminem) – 4:23
2. "The Hills" (featuring Nicki Minaj) – 4:02

- Digital download – remixes

1. "The Hills" (RL Grime Remix) – 4:31
2. "The Hills" (Dimitri Vegas & Like Mike Remix) – 5:55